# BePink/Saison 2023
Dieser Artikel listet den Kader und die Siege des Radsportteams BePink in der Saison 2023 auf.

## Kader
| Teamkader 2023          | Teamkader 2023     | Teamkader 2023 | Teamkader 2023                 |
| Name                    | Geburtsdatum       | Land           | Vorheriges Team                |
| ----------------------- | ------------------ | -------------- | ------------------------------ |
| Valentina Basilico      | 17. April 2003     | Italien        |                                |
| Letizia Brufani         | 23. Februar 2002   | Italien        |                                |
| Andrea Casagranda       | 22. September 2004 | Italien        |                                |
| Lara Crestanello        | 21. März 2002      | Italien        |                                |
| Ziortza Isasi           | 5. August 1995     | Spanien        | Eneicat-RBH (2022)             |
| Nora Jenčušová          | 14. April 2002     | Slowakei       |                                |
| Alessia Patuelli        | 22. Dezember 2002  | Italien        | UAE Team ADQ (2022)            |
| Prisca Savi             | 21. März 2002      | Italien        |                                |
| Jade Teolis             | 12. Januar 2002    | Frankreich     | A.R. Monex Women's (2021)      |
| Giorgia Vettorello      | 6. Juli 2000       | Italien        | Top Girls Fassa Bortolo (2022) |
| Matilde Vitillo         | 8. März 2001       | Italien        |                                |
| Silvia Zanardi          | 3. März 2000       | Italien        |                                |
|                         |                    |                |                                |
| Quelle: ProCyclingStats |                    |                |                                |

## Siege
| Siege    | Siege                                                       | Siege      | Siege  | Siege          | Siege |
| Datum    | Rennen                                                      | Staat      | Klasse | Siegerin       |       |
| -------- | ----------------------------------------------------------- | ---------- | ------ | -------------- | ----- |
| 22. Jun. | Slovakia National Road Cycling Championships - Women ITT    | Slowakei   | CN     | Nora Jenčušová |       |
| 24. Jun. | Slovakia National Road Cycling Championships - Women RR     | Slowakei   | CN     | Nora Jenčušová |       |
| 8. Sep.  | Tour Cycliste Féminin International de l’Ardèche, 4. Etappe | Frankreich | 2.1    | Silvia Zanardi |       |

## UCI-Weltranglisten-Platzierungen
| UCI-Ranking | UCI-Ranking        | UCI-Ranking | UCI-Ranking |
| Fahrerin    | Fahrerin           | Land        | Punkte      |
| ----------- | ------------------ | ----------- | ----------- |
| 138.        | Silvia Zanardi     | Italien     | 284 P.      |
| 146.        | Nora Jenčušová     | Slowakei    | 270 P.      |
| 237.        | Giorgia Vettorello | Italien     | 150 P.      |
| 266.        | Valentina Basilico | Italien     | 131 P.      |
| 790.        | Lara Crestanello   | Italien     | 20 P.       |
| 929.        | Matilde Vitillo    | Italien     | 13 P.       |
| 1097.       | Andrea Casagranda  | Italien     | 6 P.        |
| 1314.       | Ziortza Isasi      | Spanien     | 3 P.        |